# Terran 1
Terran 1 — одноразова двоступенева ракета-носій легкого класу, що розробляється компанією Relativity Space з 2017 року. Унікальність ракети полягає у методі виготовлення — більшість компонентів виготовлено за допомогою 3-D друку.
Максимальне корисне навантаження ракети передбачається 1250 кг на низьку навколоземну орбіту. Компанія оцінює вартість запуску у 12 млн доларів США.
Перший тестовий запуск без корисного навантаження відбувся 23 березня 2023 року і був невдалим через аномалію у другому ступені ракети.
| Номер польоту | Дата та час (UTC)                                                                              | Пусковий майданчик | Корисне навантаження (КВ) | Вага КВ  | Орбіта | Замовник       | Результат |
| ------------- | ---------------------------------------------------------------------------------------------- | ------------------ | ------------------------- | -------- | ------ | -------------- | --------- |
| 1             | 23 березня 2023, 03:25                                                                         | LC-16              | Відсутнє                  | Відсутнє | ННО    | Тестовий політ | Невдача   |
| 1             | Перший політ ракети Terran 1 , назва місії «Удачі, повеселись». Корисне навантаження відсутнє. |                    |                           |          |        |                |           |